# Monthion
Monthion település Franciaországban, Savoie megyében. Lakosainak száma 520 fő (2022. január 1.). Monthion Esserts-Blay, Gilly-sur-Isère, Grignon, Notre-Dame-des-Millières és Saint-Paul-sur-Isère községekkel határos.

## Népesség
A település népességének változása:
| Lakosok száma | 523  | 552  | 567  | 550  | 538  | 526  | 526  | 525  | 520  |
|               | 2013 | 2015 | 2016 | 2017 | 2018 | 2019 | 2020 | 2021 | 2022 |